# Chrám svaté Máří Magdaleny (Frýdlant)
Kostel svaté Maří Magdaleny ve Frýdlantě-Větrově na levém břehu řeky Smědé je pravděpodobně nejstarší dochovanou svatyní na území Frýdlantu. Původně šlo o katolický kostel, v současnosti jej však užívá pravoslavná církev, která jej získala po druhé světové válce. Je chráněn jako kulturní památka České republiky.

## Historie
Pozůstatkem původní stavby jsou zřejmě obvodové zdi téměř čtvercové lodi, které by mohly pocházet z přelomu 13. a 14. století. Polygonálně uzavřený presbytář pochází buď z 1. poloviny 14. století, nebo až z roku 1533, jak udává letopočet nad portálem ze sakristie.
Vnější podobu kostelu dala barokní úprava vedená stavitelem Franzem Mazzou z let 1708–1709 a stavba sakristie a západní předsíně z roku 1718. Ve 30. letech 19. století byl opraven západní štít.

### Varhany
Kostel měl varhany z roku 1852, jež postavil Christian Friedrich Reiße.
Dispozice varhan:
- Manuál:
  - Bourdon (8')
  - Principal (4')
  - Gedeckt (4')
  - Octave (2')
  - Quint (1 1/2')
  - Octave (1')